# Quebrada Arriba (Patillas)
Quebrada Arriba es un barrio ubicado en el municipio de Patillas en el estado libre asociado de Puerto Rico. En el Censo de 2010 tenía una población de 711 habitantes y una densidad poblacional de 75,44 personas por km².

## Geografía
Quebrada Arriba se encuentra ubicado en las coordenadas 18°2′56″N 66°4′15″O / 18.04889, -66.07083. Según la Oficina del Censo de los Estados Unidos, Quebrada Arriba tiene una superficie total de 9.42 km², que corresponden a tierra firme.

## Demografía
Según el censo de 2010, había 711 personas residiendo en Quebrada Arriba. La densidad de población era de 75,44 hab./km². De los 711 habitantes, Quebrada Arriba estaba compuesto por el 65.12% blancos, el 13.64% eran afroamericanos, el 0.14% eran amerindios, el 18.71% eran de otras razas y el 2.39% pertenecían a dos o más razas. Del total de la población el 99.44% eran hispanos o latinos de cualquier raza.